# Horacio Guarany

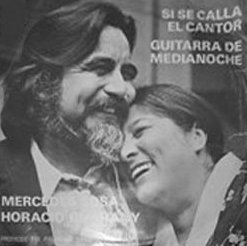
Horacio Guarany mit Mercedes Sosa (Singlecover 1977).

Heráclito Catain Rodríguez Cereijo, (* 15. Mai 1925 in Las Garzas, Provinz Santa Fe; † 13. Januar 2017 in Luján), bekannt unter dem Künstlernamen Horacio Guarany (nach dem indigenen Volk der Guaraní) war ein argentinischer Folkloresänger und Schriftsteller.

## Leben
Guarany ist der Sohn von Jorge Rodríguez, einem Indigenen aus der Provinz Corrientes, und der gebürtigen Spanierin Feliciana Cereijo de Rodríguez aus León. Guarany hatte 13 Geschwister.
Sein Vater arbeitete für das britische Unternehmen La Forestal. Die Familie lebte am Monte Chaqueño. 1925 waren sie in der Nähe von Guasuncho oder Intillaco, später zog die Familie nach Alto Verde.
Guarany fand schon als Kind Gefallen an der Musik und lernte Gitarre bei Santiago Aicardi. 1943 reiste er nach Buenos Aires, um Gesang zu erlernen. Er wohnte in einer Pension, und um zu überleben sang er im Lokal La Rueda in La Boca. Später arbeitete er als Koch.
1957 debütierte er im Radio Belgrano und konnte so seine Komposition El mensú (von seinen Brüdern Ramón Ayala (El Mensú) und Vicente Cidade) einem größeren Hörerkreis bekannt machen. 1961 war er Mitbegründer des Festival Nacional de Cosquín, und seine Lieder wurden Jahr für Jahr zu Klassikern: „Guitarra de medianoche“, „Milonga para mi perro“, „La guerrillera“, „No sé por qué piensas tú“, „Regalito“ und „Si se calla el cantor“. Mehrere seiner Kompositionen vertonen Texte des Dichters Juan Eduardo Piatelli aus Tucuman; dazu gehören „Canción del perdón“ und „No quisiera quererte“.
Nach dem Sturz des argentinischen Präsidenten Juan Domingo Perón 1955 schloss er sich der Partido Comunista Argentino an. Er beteiligte sich aktiv und bezog öffentlich Stellung, was seiner Karriere schadete.
1972 nahm er mit Olga Zubarry seinen ersten Spielfilm Si se calla el cantor auf, der vom Triumph eines Sängers nach schlechten Erfahrungen handelt. 1974, ebenfalls unter der Regie von Enrique Dawi, nahm er mit Onofre Lovero den Film La vuelta de Martín Fierro auf, eine Erzählung des Lebens von José Hernández und seinem Werk Martín Fierro.
Guarany erhielt Morddrohungen seitens der rechtsextremen, paramilitärischen Triple A, Bombenanschläge wurden verübt und er ging ins Exil nach Spanien. Während der Militärdiktatur (1976–1983) verschwanden seine Aufnahmen und einige seiner Lieder wie La guerrillera oder Estamos prisioneros wurden zensiert.
Im Dezember 1978 kehrte er zurück nach Argentinien, und am 20. Januar 1979 explodierte eine Bombe in seinem Haus in der Calle Manuel Ugarte in Buenos Aires. Guarany entschied sich gleichwohl, in Argentinien zu bleiben.
Mit der Demokratie 1983 kehrte er auf die Bühne und ins Fernsehen zurück. 1985 wurde er mit dem Premio Konex de Platino ausgezeichnet. 1987 trat er auf der Fiesta Nacional de la Tradición Frente al Mar in Miramar auf. 1989 unterstützte er die Präsidentschaftskandidatur seines Freundes Carlos Saúl Menem.
Ende 2002 trat er gemeinsam mit Soledad Pastorutti im Luna Park in Buenos Aires auf. Das Konzert erschien als Live-Album Sole y Horacio juntos por única vez (Sole und Horacio gemeinsam für ein einziges Mal). Sein letztes Konzert fand im Oktober 2009 ebendort statt.
Guarany lebte auf seiner Finca Plumas Verdes in Luján.

## Diskografie
- 1977: Si se calla el cantor (mit Mercedes Sosa)
- 1993: 20 grandes exitos (AR: ×2Doppelplatin )[6]
- 2002: Serie la historia (AR: Platin)
- 2002: Sole y Horacio juntos por única vez (Livealbum; mit Soledad; AR: Gold)
- 2006: Idolo De Multitudes (AR: Gold)

## Schriften
- El loco de la guerra
- Las cartas del silencio
- Sapucay
- Memorias del Cantor, Autobiografie